# 馬常在
馬常在（1705年—1768年），宮女出身，清朝雍正帝之常在，葬於泰陵妃園寢:355。

## 生平
目前並不清楚馬常在是在何時、以何情況被雍正帝收為後宮主位。雍正九年正月至十二月，當時雍正帝位下的常在有四位，依次為常常在、海常在、高常在、馬常在，馬常在排行最末。雍正十三年年底，當時仍在世的雍正帝常在有四位，依次為李常在、馬常在、春常在與吉常在，馬常在排在第二位。
乾隆三十三年四月十一日，馬常在於壽安宮薨逝，因辦理馬常在白事有遲誤，承辦員外郎諾爾遜被罰俸。乾隆四十年十月十三日，總管內務府就馬常在的安葬事宜請示乾隆帝，稱他們查得田村暫安處現在奉安壽康宮馬常在一位，設有副管領一員與披甲人十名輪班看守，並表示「向來小分主位，俱暫為奉安，不即單行送往，如奉有諭旨後，始行送往妃園寢永遠奉安」，馬常在於乾隆三十三年送至田村暫安處，「距今已及七年，應遵旨派員照例起送」。由此可知，馬常在因屬於「小分主位」，按照慣例除非得到皇帝的諭旨，否則不會被單獨送往妃園寢奉安，所以馬常在送至田村暫安處七年之後，都沒有被送到妃園寢奉安，直至乾隆四十年十月，相關部門才請旨將馬常在送到泰陵妃園寢永遠奉安。